# WNBA 1999
Die Saison 1999 der Women’s National Basketball Association war die 3. ausgespielte Saison der nordamerikanischen Damen-Basketball-Profiliga. Die reguläre Saison begann am 10. Juni 1999 mit vier Auftaktpartien. Nach Abschluss der regulären Saison, die bis zum 21. August 1999 ausgetragen wurde, begannen die Playoffs, die am 5. September 1999 mit dem dritten Meisterschaftsgewinn der Houston Comets endeten. Zudem fand am 14. Juli 1999 im Madison Square Garden, der Heimspielstätte der New York Liberty, in New York City das erste WNBA All-Star Game in der Geschichte der Liga statt.

## Besondere Vorkommnisse

### Neuer Spielmodus
Die dritte Spielzeit der WNBA brachte erneut einige Veränderungen mit sich, so wurde die Liga in Bezug auf die Playoffs erstmals in Western und Eastern Conference unterteilt. In den ersten beiden Saisons qualifizierten sich jeweils die beiden Conference-Sieger sowie die zwei weiteren besten Teams der Liga für die Playoffs. Nach der neuen Unterteilung waren die beiden Conference-Sieger automatisch für die Conference-Finals qualifiziert, während die Zweit- und Drittplatzierten jeder Conference in einem Spiel um den Aufstieg in die Conference-Finals spielten. Darüber hinaus wurde die Anzahl der Spiele in der regulären Saison von 30 auf 32 angehoben.

### Ligaerweiterung
Am 22. April 1998 entschied sich die WNBA für eine Ligaerweiterung von zehn auf zwölf Mannschaften. Bei dieser Erweiterung wurde den Städten Orlando und Minneapolis ein WNBA-Franchise zugesichert, die bereits zu dieser Saison ihren Spielbetrieb aufnehmen sollen. Die Liga platzierte die Minnesota Lynx in die Western Conference und die Orlando Miracle in die Eastern Conference.

## Draft
Der dritte WNBA Draft fand am 4. Mai 1999 in den NBA Entertainment Studios in Secaucus, New Jersey statt. Den ersten Draft-Pick erhielten die Washington Mystics, da sie die vergangene Spielzeit als schlechtestes Team beendeten. Die beiden Expansion-Franchises erhielten den siebten (Minnesota Lynx) und achten (Orlando Miracle) Draft-Pick.
An erster Position wählten die Mystics die US-Amerikanerin Chamique Holdsclaw von der University of Tennessee aus. Auf den restlichen Plätzen des diesjährigen WNBA-Drafts folgten fast ausschließlich Spielerinnen die zuvor in der American Basketball League (ABL) tätig waren. Die ABL war eine nordamerikanische Damen-Basketball-Profiliga, die fast zeitgleich mit der WNBA gegründet wurde. Die ABL, die vor allem für ihr hohes Niveau bekannt war, musste ihren Spielbetrieb 1998 aufgrund finanzieller Schwierigkeiten einstellen. Deshalb nutzten viele Spielerinnen der ABL den diesjähren Draft um in die WNBA zu wechseln. Insgesamt sicherten sich die zwölf Franchises die Rechte an 50 Spielerinnen. Den Hauptanteil mit 43 Spielerinnen stellten die Vereinigten Staaten.
Vor dem ersten WNBA Draft fanden für die beiden Expansion Teams eine Initial Player Allocation, wo den beiden Mannschaften per Zufall zwei Profi-Spielerinnen zugeteilt wurden, sowie ein Expansion Draft, bei dem sich die beiden Franchises in vier Runden die Rechte an Spielerinnen von den restlichen WNBA-Franchises sicherten, zwei weitere Drafts statt.

### Top-5-Picks
Abkürzungen: Pos = Position, G = Guard, F = Forward, C = Center, ABL = American Basketball League

| #  | Spielerin          | Nationalität       | Pos | WNBA-Mannschaft     | College/Profi-Team      |
| -- | ------------------ | ------------------ | --- | ------------------- | ----------------------- |
| 1. | Chamique Holdsclaw | Vereinigte Staaten | G/F | Washington Mystics  | University of Tennessee |
| 2. | Yolanda Griffith   | Vereinigte Staaten | F/C | Sacramento Monarchs | Chicago Condors, ABL    |
| 3. | Natalie Williams   | Vereinigte Staaten | C   | Utah Starzz         | Portland Power, ABL     |
| 4. | DeLisha Milton     | Vereinigte Staaten | F   | Los Angeles Sparks  | Portland Power, ABL     |
| 5. | Jennifer Azzi      | Vereinigte Staaten | G   | Detroit Shock       | San Jose Lasers, ABL    |

## Reguläre Saison

### WNBA All-Star Game
Das erste WNBA All-Star Game fand am 14. Juli 1999 im Madison Square Garden, der Heimspielstätte der New York Liberty, in New York City statt.

### Abschlusstabellen
Abkürzungen: Pl.=Platz, Sp. = Spiele, S = Siege, N = Niederlagen, GB = Spiele hinter dem Führenden der Conference
| Pl. | Eastern Conference | Sp. | S  | N  | Siege in % | GB | Heim | Auswärts |
| --- | ------------------ | --- | -- | -- | ---------- | -- | ---- | -------- |
| 1.  | New York Liberty   | 32  | 18 | 14 | 56,3       | –  | 12:4 | 6:10     |
| 2.  | Detroit Shock      | 32  | 15 | 17 | 46,9       | 3  | 7:9  | 8:8      |
| 3.  | Charlotte Sting    | 32  | 15 | 17 | 46,9       | 3  | 8:8  | 7:9      |
| 4.  | Orlando Miracle    | 32  | 14 | 18 | 43,8       | 4  | 7:9  | 7:9      |
| 5.  | Washington Mystics | 32  | 12 | 20 | 37,5       | 6  | 6:10 | 6:10     |
| 6.  | Cleveland Rockers  | 32  | 8  | 24 | 25,0       | 10 | 5:11 | 3:13     |

| Pl. | Western Conference  | Sp. | S  | N  | Siege in % | GB | Heim | Auswärts |
| --- | ------------------- | --- | -- | -- | ---------- | -- | ---- | -------- |
| 1.  | Houston Comets      | 32  | 26 | 6  | 81,3       | –  | 15:1 | 11:5     |
| 2.  | Los Angeles Sparks  | 32  | 20 | 12 | 62,5       | 6  | 13:3 | 7:9      |
| 3.  | Sacramento Monarchs | 32  | 19 | 13 | 59,4       | 7  | 11:5 | 8:8      |
| 4.  | Minnesota Lynx      | 32  | 15 | 17 | 46,9       | 11 | 8:8  | 7:9      |
| 5.  | Phoenix Mercury     | 32  | 15 | 17 | 46,9       | 11 | 12:4 | 3:13     |
| 6.  | Utah Starzz         | 32  | 15 | 17 | 46,9       | 11 | 11:5 | 4:12     |

## Playoffs

### Modus
Nachdem sich die beiden Conference-Sieger sowie die Zweit- und Drittplatzierten jeder Conference qualifiziert haben, starten die im K.-o.-System ausgetragenen Playoffs. Während die beiden Conference-Sieger automatisch für die Conference Finals qualifiziert sind, treten die Zweit- und Drittplatzierten jeder Conference gegeneinander an. Die beiden Sieger treffen dann in den Conference Finals auf den Conference-Sieger. Sind letztendlich die Sieger der Eastern Conference und der Western Conference ermittelt, spielen diese in den WNBA Finals den Meister aus.
Während die erste Playoff-Runde zwischen den Zweit- und Drittplatzierten ein einziges Spiel über den Aufstieg entscheidet, werden die restlichen Serien jeder Runde im Best-of-Three-Modus ausgespielt, das heißt, dass ein Team zwei Siege zum Erreichen der nächsten Runde benötigt. Das Team, das die reguläre Saison mit der schlechteren Bilanz beendet hat, hat im ersten Spiel Heimrecht, die nächsten beiden das gegnerische Team. Bei Spielen, die nach der regulären Spielzeit von 40 Minuten unentschieden bleiben, folgt die Overtime.

### Playoff-Baum
|  | Erste Runde        | Erste Runde         | Erste Runde        |  |  | Conference Finals | Conference Finals  | Conference Finals |  |    | WNBA Finals    | WNBA Finals      | WNBA Finals |
|  |                    |                     |                    |  |  |                   |                    |                   |  |    |                |                  |             |
|  | Eastern Conference | Eastern Conference  | Eastern Conference |  |  | E1                | New York Liberty   | 2                 |  |    |                |                  |             |
|  | E2                 | Detroit Shock       | 54                 |  |  | E3                | Charlotte Sting    | 1                 |  |    |                |                  |             |
|  | E3                 | Charlotte Sting     | 60                 |  |  |                   |                    |                   |  | W1 | Houston Comets | 2                |             |
|  |                    |                     |                    |  |  |                   |                    |                   |  |    | E1             | New York Liberty | 1           |
|  | Western Conference | Western Conference  | Western Conference |  |  | W1                | Houston Comets     | 2                 |  |    |                |                  |             |
|  | W2                 | Los Angeles Sparks  | 71                 |  |  | W2                | Los Angeles Sparks | 1                 |  |    |                |                  |             |
|  | W3                 | Sacramento Monarchs | 58                 |  |  |                   |                    |                   |  |    |                |                  |             |

### Erste Runde (Runde 1)

#### (E2) Detroit Shock – (E3) Charlotte Sting
| 24. August 1999 | Spielbericht (Memento vom 17. August 2000 im Internet Archive) | Detroit Shock                                              | 54 – 60 | Charlotte Sting                                                       | Palace of Auburn Hills, Auburn Hills, Michigan Zuschauer: 6.917 |
| 24. August 1999 | Spielbericht (Memento vom 17. August 2000 im Internet Archive) | Punkte pro Halbzeit: 26:22, 28:38.                         |         |                                                                       | Palace of Auburn Hills, Auburn Hills, Michigan Zuschauer: 6.917 |
| 24. August 1999 | Spielbericht (Memento vom 17. August 2000 im Internet Archive) | Punkte: Palmer (10) Rebounds: Palmer (9) Assists: Azzi (3) |         | Punkte: Mapp, Stinson (16) Rebounds: Stinson (14) Assists: Staley (5) | Palace of Auburn Hills, Auburn Hills, Michigan Zuschauer: 6.917 |
| 24. August 1999 | Spielbericht (Memento vom 17. August 2000 im Internet Archive) |                                                            |         |                                                                       | Palace of Auburn Hills, Auburn Hills, Michigan Zuschauer: 6.917 |

#### (W2) Los Angeles Sparks  – (W3) Sacramento Monarchs
| 24. August 1999 | Spielbericht (Memento vom 17. August 2000 im Internet Archive) | Los Angeles Sparks                                            | 71 – 58 | Sacramento Monarchs                                           | The Great Forum, Los Angeles, Kalifornien Zuschauer: 8.569 |
| 24. August 1999 | Spielbericht (Memento vom 17. August 2000 im Internet Archive) | Punkte pro Halbzeit: 18:23, 23:36.                            |         |                                                               | The Great Forum, Los Angeles, Kalifornien Zuschauer: 8.569 |
| 24. August 1999 | Spielbericht (Memento vom 17. August 2000 im Internet Archive) | Punkte: Leslie (22) Rebounds: Leslie (12) Assists: Grubin (9) |         | Punkte: Bolton (15) Rebounds: Byears (10) Assists: Bolton (4) | The Great Forum, Los Angeles, Kalifornien Zuschauer: 8.569 |
| 24. August 1999 | Spielbericht (Memento vom 17. August 2000 im Internet Archive) |                                                               |         |                                                               | The Great Forum, Los Angeles, Kalifornien Zuschauer: 8.569 |

### Conference Finals (Runde 2)

#### (E1) New York Liberty – (E3) Charlotte Sting
| 27. August 1999 | Spielbericht (Memento vom 23. August 2000 im Internet Archive) | Charlotte Sting                                                              | 78 – 67 | New York Liberty                                                              | Charlotte Coliseum, Charlotte, North Carolina Zuschauer: 10.840 |
| 27. August 1999 | Spielbericht (Memento vom 23. August 2000 im Internet Archive) | Punkte pro Halbzeit: 33:36, 45:31.                                           |         |                                                                               | Charlotte Coliseum, Charlotte, North Carolina Zuschauer: 10.840 |
| 27. August 1999 | Spielbericht (Memento vom 23. August 2000 im Internet Archive) | Punkte: Mapp, Staley, Stinson (16) Rebounds: Bullet (11) Assists: Staley (9) |         | Punkte: Robinson (17) Rebounds: Robinson, Wicks (6) Assists: Weatherspoon (8) | Charlotte Coliseum, Charlotte, North Carolina Zuschauer: 10.840 |
| 27. August 1999 | Spielbericht (Memento vom 23. August 2000 im Internet Archive) | Stand: 1:0                                                                   |         |                                                                               | Charlotte Coliseum, Charlotte, North Carolina Zuschauer: 10.840 |

| 29. August 1999 | Spielbericht (Memento vom 29. August 2000 im Internet Archive) | New York Liberty                                                           | 74 – 70 | Charlotte Sting                                                              | Madison Square Garden, New York City, New York Zuschauer: 13.510 |
| 29. August 1999 | Spielbericht (Memento vom 29. August 2000 im Internet Archive) | Punkte pro Halbzeit: 39:29, 35:41.                                         |         |                                                                              | Madison Square Garden, New York City, New York Zuschauer: 13.510 |
| 29. August 1999 | Spielbericht (Memento vom 29. August 2000 im Internet Archive) | Punkte: Weatherspoon (19) Rebounds: Hampton (10) Assists: Weatherspoon (9) |         | Punkte: Stinson (27) Rebounds: Mapp, Smith, Stinson (6) Assists: Stinson (4) | Madison Square Garden, New York City, New York Zuschauer: 13.510 |
| 29. August 1999 | Spielbericht (Memento vom 29. August 2000 im Internet Archive) | Stand: 1:1                                                                 |         |                                                                              | Madison Square Garden, New York City, New York Zuschauer: 13.510 |

| 30. August 1999 | Spielbericht (Memento vom 17. August 2000 im Internet Archive) | New York Liberty                                                        | 69 – 54 | Charlotte Sting                                             | Madison Square Garden, New York City, New York Zuschauer: 12.929 |
| 30. August 1999 | Spielbericht (Memento vom 17. August 2000 im Internet Archive) | Punkte pro Halbzeit: 32:26, 37:28.                                      |         |                                                             | Madison Square Garden, New York City, New York Zuschauer: 12.929 |
| 30. August 1999 | Spielbericht (Memento vom 17. August 2000 im Internet Archive) | Punkte: Robinson (18) Rebounds: Hampton (11) Assists: Weatherspoon (11) |         | Punkte: Stinson (24) Rebounds: Mapp (6) Assists: Staley (6) | Madison Square Garden, New York City, New York Zuschauer: 12.929 |
| 30. August 1999 | Spielbericht (Memento vom 17. August 2000 im Internet Archive) | Endstand: 2:1                                                           |         |                                                             | Madison Square Garden, New York City, New York Zuschauer: 12.929 |

#### (W1) Houston Comets  – (W2) Los Angeles Sparks
| 26. August 1999 | Spielbericht (Memento vom 17. August 2000 im Internet Archive) | Los Angeles Sparks                                                  | 75 – 60 | Houston Comets                                                  | The Great Forum, Los Angeles, Kalifornien Zuschauer: 10.840 |
| 26. August 1999 | Spielbericht (Memento vom 17. August 2000 im Internet Archive) | Punkte pro Halbzeit: 33:29, 42:31.                                  |         |                                                                 | The Great Forum, Los Angeles, Kalifornien Zuschauer: 10.840 |
| 26. August 1999 | Spielbericht (Memento vom 17. August 2000 im Internet Archive) | Punkte: Leslie (23) Rebounds: Frett, Leslie (7) Assists: Grubin (7) |         | Punkte: Swoopes (17) Rebounds: Thompson (7) Assists: Cooper (7) | The Great Forum, Los Angeles, Kalifornien Zuschauer: 10.840 |
| 26. August 1999 | Spielbericht (Memento vom 17. August 2000 im Internet Archive) | Stand: 1:0                                                          |         |                                                                 | The Great Forum, Los Angeles, Kalifornien Zuschauer: 10.840 |

| 29. August 1999 | Spielbericht (Memento vom 17. August 2000 im Internet Archive) | Houston Comets                                                 | 83 – 55 | Los Angeles Sparks                                           | Compaq Center, Houston, Texas Zuschauer: 14.883 |
| 29. August 1999 | Spielbericht (Memento vom 17. August 2000 im Internet Archive) | Punkte pro Halbzeit: 34:28, 49:27.                             |         |                                                              | Compaq Center, Houston, Texas Zuschauer: 14.883 |
| 29. August 1999 | Spielbericht (Memento vom 17. August 2000 im Internet Archive) | Punkte: Cooper (22) Rebounds: Jackson (10) Assists: Cooper (9) |         | Punkte: Leslie (11) Rebounds: Leslie (8) Assists: Leslie (4) | Compaq Center, Houston, Texas Zuschauer: 14.883 |
| 29. August 1999 | Spielbericht (Memento vom 17. August 2000 im Internet Archive) | Stand: 1:1                                                     |         |                                                              | Compaq Center, Houston, Texas Zuschauer: 14.883 |

| 30. August 1999 | Spielbericht | Houston Comets                                                         | 72 – 62 | Los Angeles Sparks                                                   | Compaq Center, Houston, Texas Zuschauer: 12.673 |
| 30. August 1999 | Spielbericht | Punkte pro Halbzeit: 35:38, 37:24.                                     |         |                                                                      | Compaq Center, Houston, Texas Zuschauer: 12.673 |
| 30. August 1999 | Spielbericht | Punkte: Cooper, Swoopes (23) Rebounds: Cooper (7) Assists: Cooper (12) |         | Punkte: Leslie (20) Rebounds: Leslie, Mabika (7) Assists: Mabika (5) | Compaq Center, Houston, Texas Zuschauer: 12.673 |
| 30. August 1999 | Spielbericht | Endstand: 2:1                                                          |         |                                                                      | Compaq Center, Houston, Texas Zuschauer: 12.673 |

### Finals (Runde 3)

#### (W1) Houston Comets  – (E1) New York Liberty
| 2. September 1999 | Spielbericht (Memento vom 19. August 2000 im Internet Archive) | New York Liberty                                                         | 60 – 73 | Houston Comets                                                | Madison Square Garden, New York City, New York Zuschauer: 16.285 |
| 2. September 1999 | Spielbericht (Memento vom 19. August 2000 im Internet Archive) | Punkte pro Halbzeit: 20:29, 40:44.                                       |         |                                                               | Madison Square Garden, New York City, New York Zuschauer: 16.285 |
| 2. September 1999 | Spielbericht (Memento vom 19. August 2000 im Internet Archive) | Punkte: Witherspoon (18) Rebounds: Wicks (11) Assists: Weatherspoon (10) |         | Punkte: Cooper (29) Rebounds: Jackson (8) Assists: Cooper (6) | Madison Square Garden, New York City, New York Zuschauer: 16.285 |
| 2. September 1999 | Spielbericht (Memento vom 19. August 2000 im Internet Archive) | Stand: 0:1                                                               |         |                                                               | Madison Square Garden, New York City, New York Zuschauer: 16.285 |

| 4. September 1999 | Spielbericht (Memento vom 17. August 2000 im Internet Archive) | Houston Comets                                                          | 67 – 68 | New York Liberty                                                      | Compaq Center, Houston, Texas Zuschauer: 16.285 |
| 4. September 1999 | Spielbericht (Memento vom 17. August 2000 im Internet Archive) | Punkte pro Halbzeit: 37:23, 30:45.                                      |         |                                                                       | Compaq Center, Houston, Texas Zuschauer: 16.285 |
| 4. September 1999 | Spielbericht (Memento vom 17. August 2000 im Internet Archive) | Punkte: Thompson (15) Rebounds: Swoopes Tzekova (6) Assists: Cooper (6) |         | Punkte: Robinson (21) Rebounds: Hampton (8) Assists: Weatherspoon (5) | Compaq Center, Houston, Texas Zuschauer: 16.285 |
| 4. September 1999 | Spielbericht (Memento vom 17. August 2000 im Internet Archive) | Stand: 1:1                                                              |         |                                                                       | Compaq Center, Houston, Texas Zuschauer: 16.285 |

| 5. September 1999 | Spielbericht (Memento vom 17. August 2000 im Internet Archive) | Houston Comets                                                  | 59 – 47 | New York Liberty                                             | Compaq Center, Houston, Texas Zuschauer: 16.285 |
| 5. September 1999 | Spielbericht (Memento vom 17. August 2000 im Internet Archive) | Punkte pro Halbzeit: 33:25, 26:22.                              |         |                                                              | Compaq Center, Houston, Texas Zuschauer: 16.285 |
| 5. September 1999 | Spielbericht (Memento vom 17. August 2000 im Internet Archive) | Punkte: Cooper (24) Rebounds: Jackson (11) Assists: Henning (2) |         | Punkte: Wicks (11) Rebounds: Wicks (9) Assists: Robinson (3) | Compaq Center, Houston, Texas Zuschauer: 16.285 |
| 5. September 1999 | Spielbericht (Memento vom 17. August 2000 im Internet Archive) | Endstand: 2:1 Finals MVP: Cynthia Cooper                        |         |                                                              | Compaq Center, Houston, Texas Zuschauer: 16.285 |

#### WNBA-Meistermannschaft
(Teilnahme an mindestens einem Playoff-Spiel)
| WNBA Meister Houston Comets | Guards: Cynthia Cooper (Finals MVP), Sonja Henning, Jennifer Rizzotti Forwards: Janeth Arcain, Tammy Jackson, Mila Nikolich, Sheryl Swoopes, Tina Thompson, Amaya Valdemoro Center: Polina Tzekova, Kara Wolters Cheftrainer: Van Chancellor |

## WNBA Awards und vergebene Trophäen
| Auszeichnung                                 | Spielerin          | Mannschaft          |
| -------------------------------------------- | ------------------ | ------------------- |
| WNBA Finals MVP Award                        | Cynthia Cooper     | Houston Comets      |
| WNBA Most Valuable Player Award              | Yolanda Griffith   | Sacramento Monarchs |
| WNBA Rookie of the Year Award                | Chamique Holdsclaw | Washington Mystics  |
| WNBA Newcomer of the Year                    | Yolanda Griffith   | Sacramento Monarchs |
| WNBA Defensive Player of the Year Award      | Yolanda Griffith   | Sacramento Monarchs |
| Bud Light Shooting Champions (Wurfquote)     | Murriel Page       | Washington Mystics  |
| Bud Light Shooting Champions (Freiwurfquote) | Eva Nemcova        | Cleveland Rockers   |
| WNBA Sportsmanship Award                     | Dawn Staley        | Charlotte Sting     |
| WNBA Coach of the Year Award                 | Van Chancellor     | Houston Comets      |

### All-WNBA Teams
| All-WNBA First Team |                                         |
| Guards:             | (SAC) Ticha Penicheiro – Cynthia Cooper |
| Forwards:           | Natalie Williams – Sheryl Swoopes       |
| Center:             | (SAC) Yolanda Griffith                  |

| All-WNBA Second Team |                                             |
| Guards:              | (NYL) Teresa Weatherspoon – Shannon Johnson |
| Forwards:            | Tina Thompson – Chamique Holdsclaw          |
| Center:              | Lisa Leslie                                 |